# Faganeanea
Faganeanea è un villaggio delle Samoa Americane appartenente alla contea di Ituau del Distretto orientale.